# Herb gminy Oświęcim
Herb gminy Oświęcim – jeden z symboli gminy Oświęcim, ustanowiony 19 lutego 2003.

## Wygląd i symbolika
Herb przedstawia na tarczy koloru błękitnego wizerunek srebrnego dębu z dwunastoma liśćmi, otoczonego po obu stronach złotymi koronami. 